# S. A. Cosby
Shawn Andre Cosby, noto come S. A. Cosby (Contea di Mathews, 4 agosto 1973), è uno scrittore statunitense.

## Biografia
Diplomato alla Matthews High School nel 1992, ha frequentato la Christopher Newport University senza tuttavia laurearsi.
Prima di diventare scrittore a tempo pieno ha fatto diversi lavori: giardiniere, buttafuori, operaio e manager in un negozio di ferramenta.
Ha ottenuto successo di pubblico e critica con il terzo romanzo, Deserto d'asfalto, insignito di un premio Barry, un Macavity e un Anthony.

## Opere

### Romanzi
- Brotherhood of the Blade (2015)
- La mia più oscura preghiera (My Darkest Prayer, 2019), Milano, Rizzoli, 2025 traduzione di Giuseppe Manuel Brescia ISBN 978-88-17-18237-9.
- Deserto d'asfalto (Blacktop Wasteland, 2020), Roma, Nutrimenti, 2021 traduzione di Nicola Manuppelli ISBN 978-88-6594-822-4.
- Legittima vendetta (Razorblade Tears, 2021), Milano, Rizzoli, 2023 traduzione di Giuseppe Manuel Brescia ISBN 978-88-17-16217-3.
- Il sangue dei peccatori (All the Sinners Bleed, 2023), Milano, Rizzoli, 2024 traduzione di Giuseppe Manuel Brescia ISBN 978-88-17-18236-2.

### Racconti
- The Girl with the Iron Heart (2016)
- The Grass Beneath My Feet (2018)
- Whiskey and Champagne (2020)

## Premi e riconoscimenti
- Premio Anthony per il miglior racconto: 2019 vincitore con The Grass Beneath My Feet[7] e 2022 vincitore con Not My Cross to Bear
- Premio Macavity per il miglior romanzo: 2021 vincitore con Deserto d'asfalto e 2022 vincitore con Legittima vendetta[8]
- Premio Barry per il miglior romanzo: 2021 vincitore con Deserto d'asfalto e 2022 vincitore con Legittima vendetta[9]
- Premio Anthony per il miglior romanzo: 2021 vincitore con Deserto d'asfalto e 2022 vincitore con Legittima vendetta[10]
- Hammett Prize: 2022 vincitore con Legittima vendetta[11]